# Blanca Portillo
Blanca Portillo (ur. 15 czerwca 1963 w Madrycie) – hiszpańska aktorka filmowa, teatralna i telewizyjna, znana głównie z ról w filmach Pedro Almodóvara.

## Wybrana filmografia
- 2009: Przerwane objęcia jako Judit Garcia
- 2006: Volver jako Agustina